# Ripsjön
Ripsjön är en sjö i Storumans kommun i Lappland och ingår i Ångermanälvens huvudavrinningsområde. Sjön har en area på 0,262 kvadratkilometer och ligger 538,8 meter över havet.

## Delavrinningsområde
Ripsjön ingår i det delavrinningsområde (725046-150837) som SMHI kallar för Mynnar i Skansnäsån. Medelhöjden är 599 meter över havet och ytan är 7,2 kvadratkilometer. Det finns inga avrinningsområden uppströms utan avrinningsområdet är högsta punkten. Vattendraget som avvattnar avrinningsområdet har biflödesordning 5, vilket innebär att vattnet flödar genom totalt 5 vattendrag innan det når havet efter 407 kilometer. Avrinningsområdet består mestadels av skog (78 procent). Avrinningsområdet har 0,26 kvadratkilometer vattenytor vilket ger det en sjöprocent på 3,6 procent.